# Markhamia
Markhamia es un género con 19 especies descritas de árboles pertenecientes a la familia Bignoniaceae.

## Taxonomía
El género fue descrito por Seem. ex Baill.  y publicado en Histoire des Plantes 10: 47. 1888. La especie tipo es: Markhamia stipulata (Wall.) Seem. 

## Especies seleccionadas
- Markhamia acuminata
- Markhamia cauda-felina
- Markhamia hedwigiae
- Markhamia hildebrandtii
- Markhamia infundibuliformis